# Быхов, Николай Иванович
Николай Иванович Быхов (1905-?) — советский государственный и партийный деятель, депутат Верховного Совета СССР II созыва (1946—1951) от Астраханского сельского округа.

## Биография
Родился в 1905 в селе Сергиевское (в советское время — Золотухинский район Курской области) в семье крестьянина-бедняка. Рос без отца.
В 1922 г. вступил в ВЛКСМ, в 1925 — в РКП(б).
В 1925—1927 гг. на военной службе, ответственный организатор полковой комсомольской организации, в то же член Бюро Тульского губкома ВЛКСМ.
С 1927 г. секретарь Чернского райкома ВЛКСМ Тульской губернии.
В конце 1928 года избран освобождённым секретарем партийной ячейки станции Чернь Московско-Курской железной дороги. С апреля 1929 года заместитель председателя и заведующий культурно-социальным отделом Чернского райисполкома.
С 1930 г. заведующий земельным отделом и заместитель председателя Богородицкого райисполкома. С декабря 1932 года председатель того же райисполкома, после объединения Богородицкого и Узловского районов — председатель Узловского райисполкома.
С 1935 по 1938 год председатель Донского райисполкома Московской области.
В январе 1938 года, после образования Тульской области, назначен заведующим Тульским областным финансовым отделом, в октябре 1939 года избран первым заместителем председателя Тульского облисполкома.
В годы Великой Отечественной войны руководил хлебозаготовками, выполнял правительственные задания по выпуску теплой одежды, обуви и снаряжения для Красной Армии. В этот период награждён орденами «Знак Почёта», Отечественной войны II степени и медалями «За оборону Москвы», «За победу над Германией в Великой Отечественной войне 1941—1945 гг.», «За доблестный труд в Великой Отечественной войне 1941—1945 гг.».
После образования Астраханской области с 10 января 1944 по 17 июля 1947 года председатель Астраханского облисполкома.
С 1947 г. заместитель председателя Великолукского облисполкома.